# Исасола, Давид
Давид Исасола Рамирес (исп. David Izazola Ramírez; 23 октября 1991, Мехико, Мексика) — мексиканский футболист, нападающий.

## Клубная карьера
Исасола — воспитанник клуба «УНАМ Пумас». 23 января 2010 в матче против «Крус Асуль» он дебютировал в мексиканской Примере, заменив во втором тайме Хавьера Кортеса. В своём первом сезоне Давид выиграл Клаусуру. 18 сентября 2011 года в матче против «Толуки» он забил свой первый гол за «пум».
В начале 2013 года Исасола на правах аренды перешёл в «Керетаро». 17 января в матче Кубка Мексики против «Эстудиантес Текос» он дебютировал за новую команду. Летом также на правах аренды Давид сыграл несколько матчей за дублёров американского клуба «Чивас США».
Летом 2014 года он на правах аренды перешёл в «Атлетико Сан-Луис». 19 июля в поединке против «Лобос БУАП» Исасола дебютировал в Ассенсо МХ. 18 сентября в матче Кубка Мексики против «Коррекаминос» Давид забил свой первый гол за «Атлетико». В начале 2015 года Исасола на правах аренды перешёл в венгерский «Гонвед». 8 марта в матче против МТК он дебютировал в чемпионате Венгрии.
В начале 2017 года Исасола на правах аренды перешёл в гватемальский «Комуникасьонес». 22 января в матче против «Гуастатойи» он дебютировал в чемпионате Гватемалы. В этом же поединке Давид забил свой первый гол за «Комуникасьонес».

## Международная карьера
В 2011 году Исасола стал победителем молодёжного чемпионата КОНКАКАФ в Гватемале. На турнире он сыграл в матчах против команд Коста-Рики, Тринидада и Тобаго и Панамы. В поединке против панамцев Давид забил гол. Летом того же года Исасола завоевал бронзовые медали молодёжного чемпионата мира в Колумбии. На турнире он сыграл в матчах против команд Англии и Франции.

## Достижения
УНАМ Пумас
- Чемпионат Мексики по футболу — Клаусура 2011

 Мексика (до 20)
- Чемпионат КОНКАКАФ среди молодёжных команд — 2011
- Чемпионат мира по футболу среди молодёжных команд — 2011